# Waltheria glabra
Waltheria glabra är en malvaväxtart som beskrevs av Jean Louis Marie Poiret. Waltheria glabra ingår i släktet Waltheria och familjen malvaväxter. Inga underarter finns listade i Catalogue of Life.